# John Herschel (plukovník)
John Herschel (29. října 1837 jižní Afrika – 31. května 1921 Spojené království) byl syn Johna Herschela, vnuk Williama Herschela a anglický plukovník (colonel), který provedl v letech 1864–1872 rozsáhlá trigonometrická měření v Indii.

## Život
John Herschel se narodil během pobytu Johna Herschela na Feldhausenu nedaleko Kapského Města. V roce 1838 se s rodiči vrátil do Anglie do Slough, odkud se rodina v dubnu 1840 přestěhovala do Collingwoodu, v hrabství Kent.
V letech 1864–1872 vykonal cestu do jižní Indie, kde prováděl měření zeměpisné délky měst. Také prováděl pozorování mlhovin jižní oblohy a jako jeden z prvních pozoroval proměnnost hvězdy η Carinae. V roce 1868 provedl spektroskopické pozorování během úplného slunečního zatmění a v získaném spektru určil Fraunhoferovy čáry označené C, D a F.
Po smrti svého otce v roce 1871 se vrátil do Anglie, ale podlomené zdraví a snaha o zpracování údajů z pozorování svého otce ho odvedla od pravidelného pozorování.
John Herschel byl členem Královské společnosti a Královské astronomické společnosti.